# Sielsowiet Samochwałowicze
Sielsowiet Samochwałowicze – sielsowiet na Białorusi, w obwodzie mińskim, w rejonie mińskim. W 2009 roku liczył 3454 mieszkańców. 

## Miejscowości
- agromiasteczko 
  - Samochwałowicze
- wsie
  - Bielica
  - Cimoszki
  - Kurkawiczy
  - Marypal
  - Rusinowicze
  - Samachwaławiczy
  - Słabada
  - Stukaciczy
  - Walickauszczyna
  - Wasileuszczyna
  - Wuhły